# باول ديفيس
باول ديفيس (بالإنجليزية: Paul Davis)‏ (9 ديسمبر 1961 لندن المملكة المتحدة - ) هو لاعب كرة قدم بريطاني، يلعب كلاعب وسط، لعب 464 مباراة وسجل 39 هدف.

## مسيرته

### مسيرته مع المنتخبات الوطنية
- 1982 - 1988 لعب مع منتخب إنجلترا تحت 21 سنة لكرة القدم 11 مباراة سجل خلالها هدفين.

### مسيرته مع الأندية
- 1980 - 1995 لعب مع نادي أرسنال 447 مباراة سجل خلالها 37 هدف.
- 1995 - 1995 لعب مع نادي ستابك مباراة.
- 1995 - 1996 لعب مع نادي برينتفورد 5 مباريات.

## روابط خارجية
- باول ديفيس على موقع قاعدة بيانات كرة القدم.إي يو (الإنجليزية)
- باول ديفيس على موقع Soccerbase.com (لاعب) (الإنجليزية)
- باول ديفيس على موقع عالم كرة القدم.نت (الإنجليزية)